# Кажи здравей на татко
„Кажи здравей на татко“ е български игрален филм от 2007 година на режисьора Ники Илиев, по сценарий на Бойко Илиев. Оператор е Славчо Димитров. Създаден е по на едноименната театрална настановка на Анна Петрова „Кажи „Здравей“ на татко!“. Музиката във филма е композирана от Мишо Шишков-син. Художник на постановката е Илиян Урумов.

## Актьорски състав
Роли във филма изпълняват актьорите:
- Симона Попова
- Ники Илиев
- Елена Кънева
- Ирина Първанова-Раши
- Светломир Радев